# Suren Towmasjan
Suren Towmasjan (orm. Սուրեն Թովմասյան, ur. 20 grudnia 1909?/2 stycznia 1910 w miejscowości Szinuhajr w ówczesnej guberni jelizawetpolskiej (obecnie rejon Gandży), zm. 10 lutego 1980 w Erywaniu) – radziecki i armeński polityk, I sekretarz KC Komunistycznej Partii Armenii w latach 1953–1960.

## Życiorys
Od 1930 należał do WKP(b), w 1932 ukończył szkołę techniczną w Erywaniu i został kierownikiem wydziału kultury i propagandy rejonowego komitetu Komunistycznej Partii (bolszewików) Armenii w Sisjanie, w latach 1934–1935 sekretarz partyjnego komitetu w fabryce odzieżowej, 1936–1937 kierownik wydziału kultury i propagandy rejonowego komitetu KP(b)A w Iczewanie, 1937-1938 instruktor wydziału KC KP(b)A, 1938–1939 I sekretarz rejonowego komitetu partyjnego w Kapanie, 1939–1941 zastępca ludowego komisarza spraw wewnętrznych Armeńskiej SRR.
W latach 1941–1942 w Armii Czerwonej był zastępcą szefa wydziału politycznego dywizji, 1942–1946 zastępca dowódcy ds. politycznych Nikopolskiej Dywizji Strzeleckiej, 1946–1948 zastępca kierownika Wydziału ds. Gospodarki Hodowlanej KC KP(b)A, 1948–1949 i ponownie 1950–1952 sekretarz Miejskiego Komitetu KP(b)A w Erywaniu, w latach 1949–1950 słuchacz kursów w Wyższej Szkole Partyjnej przy KC WKP(b), 1952–1953 II sekretarz okręgowego komitetu partyjnego w Erywaniu, IV-XI 1953 kierownik wydziału administracyjnych i handlowo-finansowych organów KC Komunistycznej Partii Armenii. Od 28 listopada 1953 do 28 grudnia 1960 I sekretarz KC KPA. Od 10 kwietnia 1961 do 7 września 1964 ambasador nadzwyczajny i pełnomocny w Wietnamie Północnym, a od 6 kwietnia 1965 do 14 lutego 1970 w Libii, następnie pracownik aparatu MSZ ZSRR. Od 7 lutego 1939 do 21 września 1962 członek KC KPA, od 25 lutego 1956 do 17 października 1961 członek KC KPZR. W latach 1954–1962 deputowany do Rady Najwyższej ZSRR.

## Odznaczenia
- Order Lenina
- Order Czerwonego Sztandaru
- Order Wojny Ojczyźnianej I klasy
- Order Wojny Ojczyźnianej II klasy
- Order „Znak Honoru”
- Order Czerwonej Gwiazdy